# Ширензелен
Ширензелен (њем. Schürensöhlen) општина је у њемачкој савезној држави Шлезвиг-Холштајн. Једно је од 131 општинског средишта округа Херцогтум Лауенбург. Према процјени из 2010. у општини је живјело 157 становника. Посједује регионалну шифру (AGS) 1053114.

## Географски и демографски подаци
Ширензелен се налази у савезној држави Шлезвиг-Холштајн у округу Херцогтум Лауенбург. Општина се налази на надморској висини од 56 метара. Површина општине износи 2,8 km². У самом мјесту је, према процјени из 2010. године, живјело 157 становника. Просјечна густина становништва износи 57 становника/km².